# 21417 Kelleyharris
A 21417 Kelleyharris (ideiglenes jelöléssel 1998 FF71) a Naprendszer kisbolygóövében található aszteroida. A LINEAR projekt keretében fedezték fel 1998. március 20-án.